# Aviation navale espagnole
La Flotilla de Aeronaves (en français : Flotte des aéronefs) est la composante aérienne de l'Armada espagnole depuis 1954. Elle est responsable de l'appui aérien et de la protection de la flotte et fournit un appui aérien aux Marines. Elle se compose de dix escadrons au total, dont six actifs et quatre en sommeil, chacun équipé d'un modèle spécifique d'appareils.
La 9e escadrille, avec ses AV-8B Harrier II, opérant à partir du porte-avions Príncipe de Asturias jusqu'en 2013 et depuis à partir du Juan Carlos I, fait de l'Espagne l'un des rares pays à posséder actuellement des avions à voilure fixe embarqués.

## Histoire
L'Arma Aérea de la Armada (Armée de l'air de la Marine) est un descendant direct de l'Aeronáutica Naval (Aéronautique navale) créée en 1917 avec des hydravions et des dirigeables exploités depuis le porte-hydravion Dédalo depuis 1922. Ce corps aérien est resté actif jusqu'à la fin de la guerre civile.
Mais avec l'arrivée de l'aide américaine en 1954, l'acquisition de trois hélicoptères Bell 47G et l'instruction de trois officiers et trois mécaniciens aux États-Unis pour sa gestion, la nouvelle branche aérienne de la marine est créée. Dans ce cadre, la 1re escadrille d'aéronefs est équipé de cet appareil.
Ces hélicoptères ont été à l'origine basé à l'Académie militaire navale de Marín où l'instruction était menée dans leur petit héliport. Étant basé ici, une expérience unique de l’hélicoptère à bord du remorqueur RR-19 fut effectuée en 1955. Celle-ci avait été possible grâce à la mise en place d'une petite plate-forme sur la cabine arrière et les mineurs Marte et Neptuno, de classe Júpiter, seront spécialement adaptés pour cela avec l'installation d'une petite plate-forme arrière. Mais en 1957, en raison d'une activité accrue des hélicoptères et l'arrivée des nouveaux Sikorsky S55/CH-9E, l'aéronavale transfert son équipement vers la nouvelle base aéronavale de Rota, en Cadix, qui la partage avec les États-Unis. Cette activité conjointe est ainsi très bénéfique pour la composante aérienne, comme ils ont appris une grande expérience des américains dans la maintenance et l'exploitation des hélicoptères.
En 1963 est créé la 1re escadrille d'aéronefs sur Bell 47 et le 2e escadrille d'aéronefs avec le CH-9E, mais toujours continué à opérer à partir de bases de piste installé. Les destroyers Roger de Lauria et Marqués de la Ensenada, navires de la classe Oquendo, ont été les premiers navires adaptés à accueillir des hélicoptères légers de lutte anti-sous-marine après la modernisation du modèle américain FRAM II.

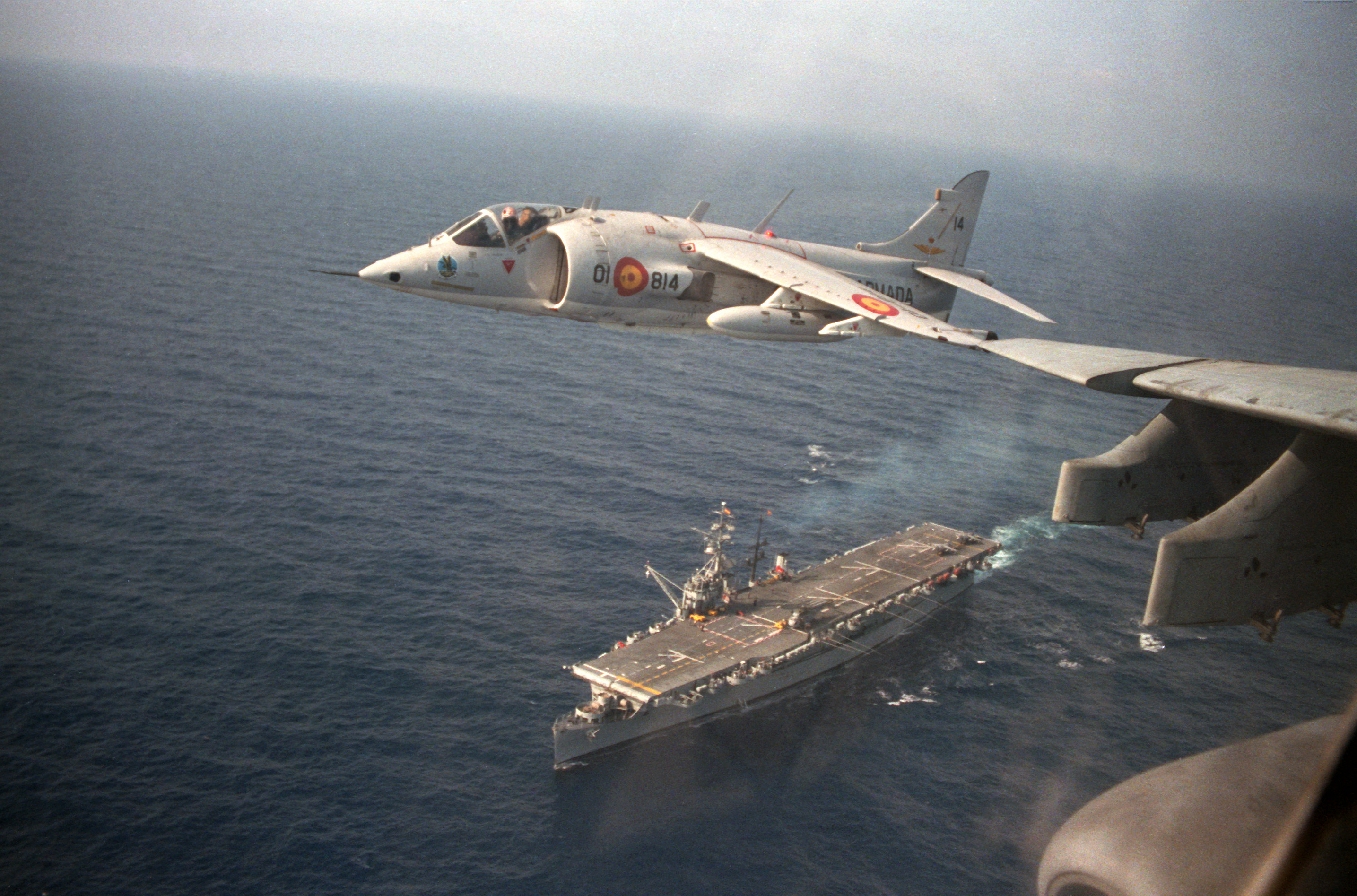
AV-8S survolant le porte-avion PH-01 Dédalo.

Le point culminant de la branche aérienne naissante de l'Armada espagnole est lors de l'acquisition du porte-avion léger USS Cabot (CVL-28) de l'US Navy en 1967 pour une période de cinq ans. Le nouveau bateau a été rebaptisé PH-01 Dédalo et sa fonction principale était d'augmenter la capacité anti-sous-marin de la flotte espagnole et d'avoir une plate-forme appropriée pour l'amélioration de sa capacité aérienne au combat naval. Ce navire est finalement acheté en 1972.
Avec l'arrivée du Dédalo commence l'acquisition de nouveaux modèles d'hélicoptères dont quatre Agusta-Bell AB204B en version anti-sous-marine, six Sikorsky SH-3D Sea King et cinq petits Hughes MD 500D en version ASM qui donnèrent respectivement naissance à la 3e, 5e et 6e escadrille.

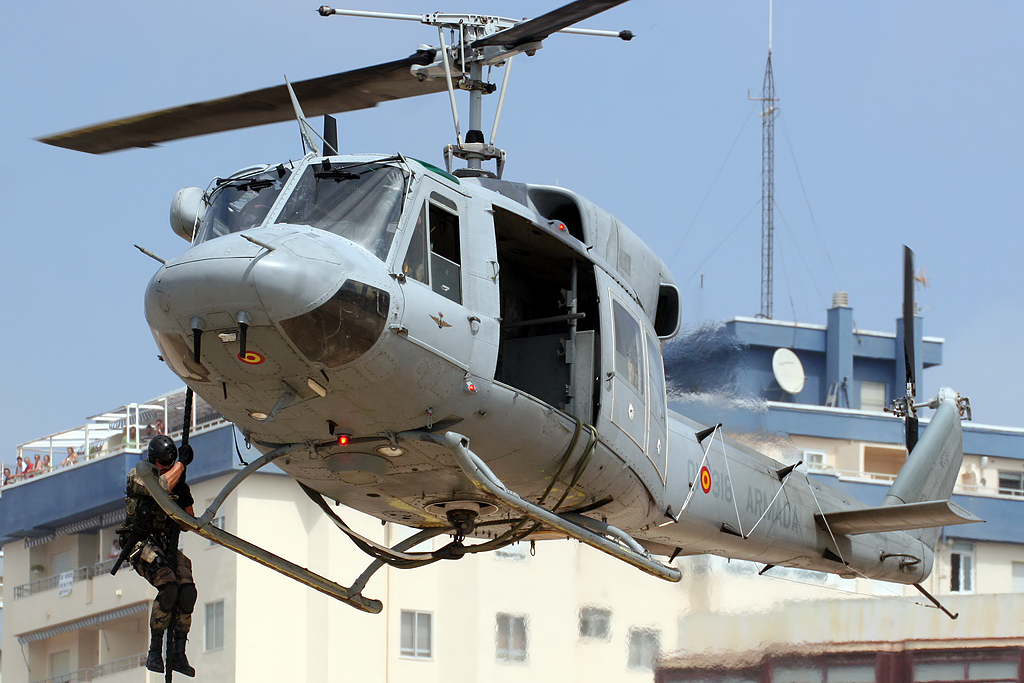
Agusta Bell 212 lors d'une démonstration de descente à la corde lisse durant le festival aérien de Cadix

Le début des années 1970 est marqué par l'augmentation du nombre d'unités avec la formation de deux nouvelles escadrilles :
- La 7e escadrille composée de huit hélicoptères d'attaque AH-1G HueyCobra.
- La 8e escadrille composée de chasseurs-bombardiers à décollage vertical Hawker Siddeley Harrier nommés AV-8S Matador et TAV-8S Matador. Huit AV-8 sont commandés en 1973 et cinq autres en 1980.

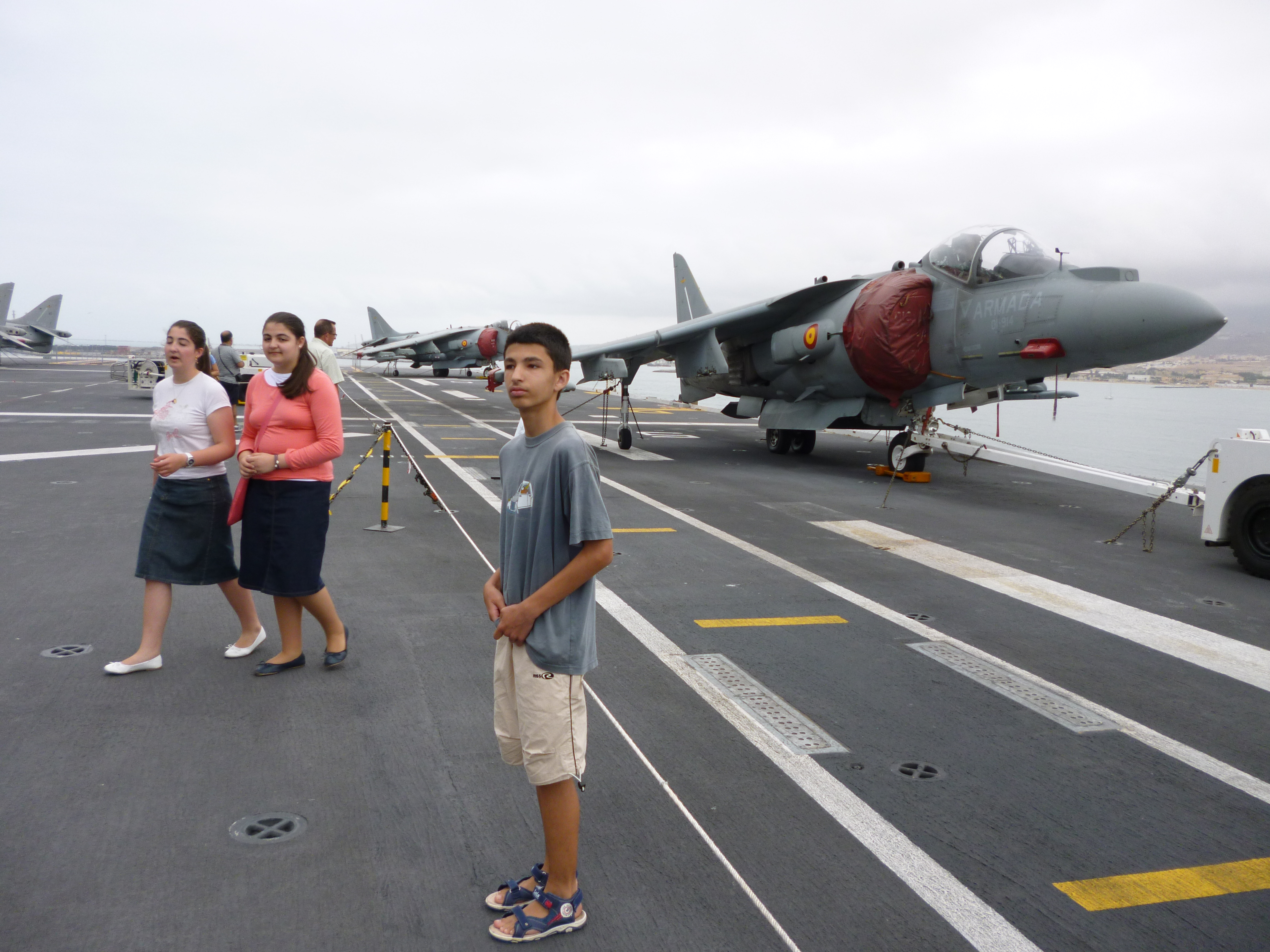
Des Harrier à bord du Juan Carlos I (L61) en 2013 lors d'une journée portes ouvertes.

Avec l'arrivée de ce nouveau matériel, la 2e escadrille est désactivée en 1976 et est progressivement remplacée par les AB-204 et AB-212 de la 3e escadrille. Avec l'obtention d'une nouvelle aide américaine, la capacité navale de l'Armada espagnole est considérablement augmentée, et le plus grand nombre de ses navires possédaient un pont d'envol. Ces navires étaient le Galicia, Velasco, Martín Álvarez, Conde de Venadito, de classe Terrebonne Parish et le Churruca, Gravina, Méndez Núñez, Lángara y Blas de Lezo, de classe Churruca.
Avec la mise en service du porte-avions Príncipe de Asturias en 1988 et des frégates de la classe Santa María, la Flotilla de Aeronaves de la Armada créa deux nouveaux escadrons, le 9e et le 10e, composé de AV-8B Harrier II Matador II et Sikorsky SH-60B Seahawk LAMPS III. Avec le Plan ALTAMAR des années 1990, pour moderniser la flotte de la plupart de ces nouveaux navires, ces derniers sont conçus pour l'embarquement de tous les types d'aéronefs. 
En 2010, le LHD Juan Carlos I (L61) rentre en service et reprend le rôle de navire-amiral du le Príncipe de Asturias qui est désarmé en 2013 pour raisons d'économie.

## Escadrilles

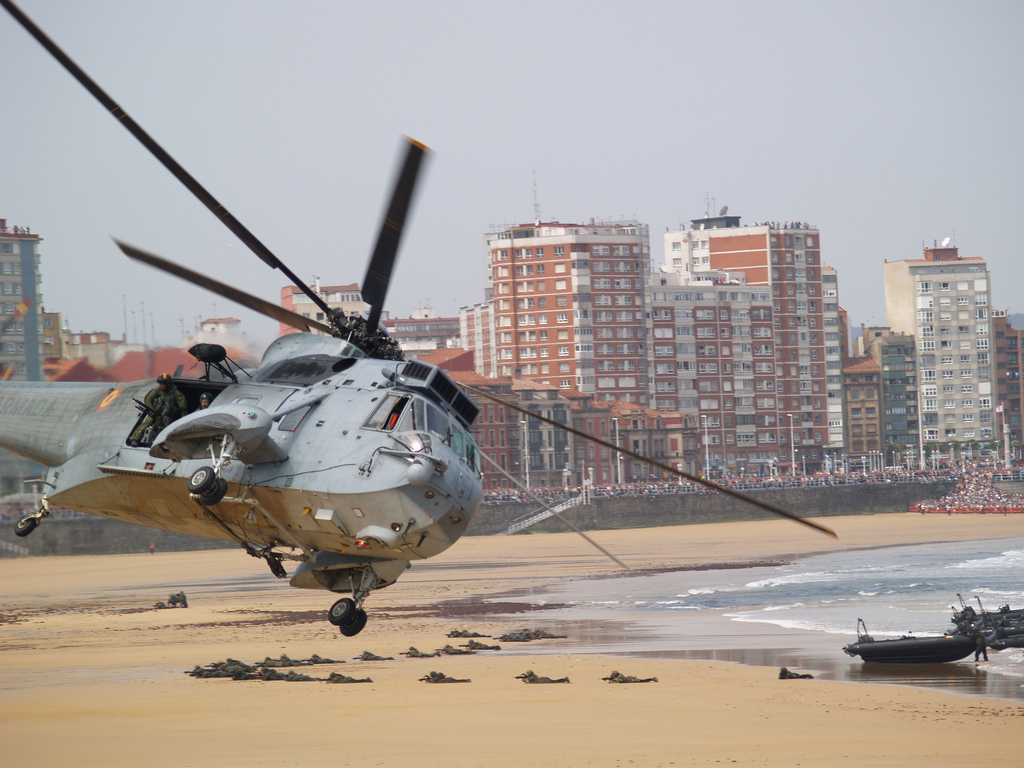
SH-3D évoluant à basse altitude.

Voici les unités en date de 2019. En date de 2025, la 14e escadrille nouvellement formée gère les NH-90 :
| Escadrille                   | Aéronef                                       | Image | Origine                | Nombre d'appareils en service                 | Nombre d'appareils au total                                     | Activation     | Dissolution      | Mission                                                                                                   |
| ---------------------------- | --------------------------------------------- | ----- | ---------------------- | --------------------------------------------- | --------------------------------------------------------------- | -------------- | ---------------- | --- |
| 1ª Escuadrilla de aeronaves  | Bell 47                                       |       | États-Unis             | 0                                             | 14                                                              | 1954           | 1987             | Écolage Usage général                                                                                     |
| 2ª Escuadrilla de aeronaves  | Sikorsky H-19                                 |       | États-Unis             | 0                                             | 9                                                               | 1957           | 1976             | Lutte anti-sous-marine Transport                                                                          |
| 3ª Escuadrilla de aeronaves  | Agusta-Bell AB.204 AB 212                     |       | Italie États-Unis      | 7                                             | 18 -4 Bell 204 -14 Agusta-Bell AB.212                           | 1965           | 31 juillet 2024, | Ravitaillement Appui aérien rapproché Transport de troupes Évacuation sanitaire RESCO                     |
| 4ª Escuadrilla de aeronaves  | Twin et Piper Comanche Cessna Citation II/VII |       | États-Unis             | 4 -3 C.Citation II -1 Citation VII            | 8 -2 P.Comanche -2 T.Comanche -3 C. Citation II -1 Citation VII | 1964           | En activité      | Transport léger Transport de VIP.                                                                         |
| 5ª Escuadrilla de aeronaves  | Sea King                                      |       | États-Unis             | 9                                             | 18                                                              | 1966           | En activité      | Ravitaillement Transport de troupes Évacuation sanitaire Détection et contrôle aéroportés                 |
| 6ª Escuadrilla de aeronaves  | Hughes 500MD                                  |       | États-Unis             | 6                                             | 14                                                              | 1972           | En activité      | Formation                                                                                                 |
| 7ª Escuadrilla de aeronaves  | Bell AH-1 Cobra                               |       | États-Unis             | 0                                             | 8                                                               | 1972           | 1984             | Attaque antinavire Appui aérien rapproché                                                                 |
| 8ª Escuadrilla de aeronaves  | AV-8S et TAV-8S "Matador"                     |       | États-Unis Royaume-Uni | 0                                             | 15 -13 AV-8S -2 TAV-8S                                          | 1976           | 1997             | Attaque Reconnaissance                                                                                    |
| 9ª Escuadrilla de aeronaves  | Harrier AV8B II Plus et TAV-8B                |       | États-Unis             | 13 -12 AV8B II Plus -1 TAV-8B                 | 21 -20 AV8B II Plus -1 TAV-8B                                   | 1987           | En activité      | Protection aérienne Couverture de l'Infanterie de Marine Reconnaissance Suppression des défenses adverses |
| 10ª Escuadrilla de aeronaves | Sikorsky SH-60 Seahawk                        |       | États-Unis             | 14 -12 SH-60B (6 Bl.0 +6 Bl.1) -2 SH-60F Bl.2 | 14                                                              | 1988 2002 2017 | En activité      | Lutte anti-sous-marine Anti-navire                                                                        |
| 11ª Escuadrilla de aeronaves | ScanEagle                                     |       | États-Unis             | 2 systèmes (de 4 drones chacun)               | 8 drones                                                        | 2015           | En activité      | Reconnaissance                                                                                            |

## Futures acquisitions

### NHIndustries NH90
Ce programme prévoit l'acquisition de nouveaux hélicoptères polyvalents, version mi-lourde, afin de remplacer les différents modèles des trois armées, qui sont actuellement en service. L'hélicoptère NH90 a été choisi dans sa version de transport tactique, qui a également été choisi par la France, l'Allemagne, les Pays-Bas, l'Italie, le Portugal, l'Australie, la Nouvelle-Zélande, la Grèce, la Belgique, la Finlande, la Norvège, la Suède et l'Oman. Le processus de constitution de NH-90 recherché par Espagne étaient de 104 hélicoptères se décomposant comme suit,:
- Armée de terre : 45 TTH
- Armée de l'air : 28 TTH
- Armada : 28 NFH/TTH/CSAR/AEW

En 2011, en raison de la crise économique de 2008, l'Espagne a signé un ordre de 45 unités et l'annulation de tout l'équipement attribué à l'Armada espagnole. Puis le 7 septembre 2018, le gouvernement espagnol annonce vouloir acquérir 7 NH90 pour la marine puis 6 autres nommés NH90 Sable MSPT (Maritime Spanish Tactical Transport Helicopter). La livraison du premier lot de sept hélicoptères à la 14e escadrille créée pour l'occasion doit commencer avec trois appareils durant l'été 2025 et s'achever en 2026.

### Sikorsky SH-60 Seahawk
La Flotilla de Aeronaves est en cours d'acquisition [Quand ?] de six hélicoptères Seahawk en version Foxtrot revendu par l'US Navy. Son rôle est celui de la lutte anti-sous-marine à partir des porte-hélicoptères.